# Coupe des Pays-Bas de football 1936-1937
Navigation
Édition précédente Édition suivante
La Coupe des Pays-Bas de football 1936-1937, nommée la KNVB beker, est la 32e édition de la Coupe des Pays-Bas.

## Finale
La finale se joue le 12 juin 1937 au Sportterrein aan de Spaarndammerdijk à Amsterdam. L'Eindhoven VV bat le De Spartaan Amsterdam, club de deuxième division, 1 à 0 et remporte son premier titre.